# Cyphon kongsbergensis
Cyphon kongsbergensis is een keversoort uit de familie moerasweekschilden (Scirtidae). De wetenschappelijke naam van de soort werd in 1924 gepubliceerd door Munster.